# Éditions Vaillant
Éditions Vaillant è un editore francese di fumetti, è stato attivo dagli anni '40 al 1993 ed è noto principalmente per aver pubblicato Vaillant e poi Pif Gadget.

## Storia
Fondata nel luglio 1946, Éditions Vaillant è una società per azioni con un capitale di 100.000 franchi francesi i cui azionisti sono scelti tra gli ex membri del Fronte Patriottico della Gioventù (FPJ) e tra le file dei militanti e compagni di viaggio del Partito Comunista (PCF). La casa editrice, poi denominata Éditions Vaillant Miroir Sprint (VMS) dal 1979, è stata fondata al 126, rue La Fayette, a Parigi, sin dalla sua origine ha questa residenza. La società cessa la sua attività nel 1993. L'editoria di Éditions Vaillant si rivolge essenzialmente al mondo dei fumetti per la gioventù.
Dal 1972 in Canada viene pubblicata una edizione autonoma di Pif Gadget.
Les Éditions Héritage ha distribuito e pubblicato in Canada dal 1974 Piforama o Super Pif.

## Riviste pubblicate
Sono elencati solo i periodici che hanno pubblicato materiale inedito:

### Periodici per ragazzi
- Vaillant (1945-1969)
- Collection Les Grandes Aventures (1960-1962)
  - 18 tomes de héros variés, tous scénarisés par Roger Lécureux. Bimestrale di circa 60 pagine ciascuno
  - Spécial Grandes Aventures, ripubblicazione in 6 volumi dei precedenti, di circa 180 pagine ciascuno
- Pif Gadget (1969-1993)
- Rahan (Trois séries, 1971-1987)

### Periodici per ragazze
- Vaillante (1946-1949)
- Dimanche fillettes (1949-1950)
- Pif Spécial filles (1983-1984)
- Filles magazine (1985)

### Periodici per bambini piccoli
- Roudoudou les belles images (1950-1969), vicino a Vaillant, ma pubblicato da una struttura terza, Roudoudou-Riquiqui les belles images
- Riquiqui les belles images (1951-1969),stesso commento
- Pipolin les gaies images (1957-1963)
- Pat et Chou[4] (1963-1967)
- Pifou, puis Les Belles Histoires de Pifou[5] (1975-1987), puis Pifou, 2e série[6] (1987-1991)

### Poches
- Pif poche (1962-1993)
- Pif poche spécial jeux hors série (1977-1984)
- Group Group poche (1963-1964)
- Placid et Muzo poche (1964-1993)
- Arthur poche (1964-1977)
- Totoche poche (1966-1976)
- Pifou poche (1966-1980)
- Gai-Luron poche (1967-1976)
- Les As poche (1967-1968)
- L'Insaisissable poche (1967-1968)
- Léo poche (1974-1980)
- Hit Parade Comique Poche[7] (1976-1980)
- Les Rois du rire poche[8] (1976-1980)
- Dicentim poche (1978-1980)
- Le Journal de Ludo (1979-1980)
- Nasdine Hodja Poche

### Piccolo formato
- 34, puis 34 Caméra, puis Camera (1949-1955)
- Pif gadget aventure puis Pif parade aventure[9]
- Pif parade comique 1ere série puis Pif parade comique 2e série[10]
- Vive l'Aventure[11]

## Principali album pubblicati
- Pif le chien
- Yves le Loup
- Erik le Rouge
- Le Furet
- Ragnar le viking
- Docteur Justice
- Robin Hood
- Sam Billie Bil
- Davy Crockett
- Loup Noir
- P'tit Joc
- Group-Group et Cha'pa
- Capitaine Cormoran.
- Taranis le gaulois
- Jacques Flash.
- Biceps
- Les 5 As / Les As.
- i Pionieri della speranza
- Le avventure di R. Hudi Junior e di Nitrate
- Rahan
- Teddy Ted
- La Jungle en folie
- Nasdine Hodja
- La jungle en folie
- Jérémie
- Corinne et Jeannot
- Grabadu e Gabaliouchtou